# Eiskunstlauf-Weltmeisterschaften 1956
Die 47. Eiskunstlauf-Weltmeisterschaften fanden vom 16. bis 19. Februar 1956 in Garmisch-Partenkirchen (BR Deutschland) statt.
Hayes Alan Jenkins gewann seinen letzten von vier Titeln in Folge, während seine spätere Ehefrau Carol Heiss ihren ersten von fünf aufeinander folgenden Titeln gewann.

## Ergebnisse

### Herren
| Platz | Sportler                  | Land                   |
| ----- | ------------------------- | ---------------------- |
| 1     | Hayes Alan Jenkins        | Vereinigte Staaten     |
| 2     | Ronald Robertson          | Vereinigte Staaten     |
| 3     | David Jenkins             | Vereinigte Staaten     |
| 4     | Charles Snelling          | Kanada                 |
| 5     | Michael Booker            | Vereinigtes Königreich |
| 6     | Karol Divín               | Tschechoslowakei       |
| 7     | Alain Calmat              | Frankreich             |
| 8     | Norbert Felsinger         | Österreich             |
| 9     | Tilo Gutzeit              | BR Deutschland         |
| 10    | François Pache            | Schweiz                |
| 11    | Allan Ganter              | Australien             |
| 12    | Hans-Jürgen Bäumler       | BR Deutschland         |
| 13    | Hans Müller               | BR Deutschland         |
| 14    | Hanno Ströher             | Österreich             |
| 15    | Darío Villalba            | Spanien                |
| 16    | Charles Keeble            | Australien             |
|       | Manfred Schnelldorfer (Z) | BR Deutschland         |

- Z = Zurückgezogen

Punktrichter waren:
- S. R. Croll  Australien
- Ralph McCreath  Kanada
- K. Beyer  BR Deutschland
- Mollie Phillips  Vereinigtes Königreich
- Gérard Rodrigues-Henriques  Frankreich
- H. Deistler  Österreich
- E. Finsterwald  Schweiz
- B. Srbová  Tschechoslowakei
- H. K. Kelley  Vereinigte Staaten

### Damen
| Platz | Sportlerin        | Land                   |
| ----- | ----------------- | ---------------------- |
| 1     | Carol Heiss       | Vereinigte Staaten     |
| 2     | Tenley Albright   | Vereinigte Staaten     |
| 3     | Ingrid Wendl      | Österreich             |
| 4     | Yvonne Sugden     | Vereinigtes Königreich |
| 5     | Hanna Eigel       | Österreich             |
| 6     | Catherine Machado | Vereinigte Staaten     |
| 7     | Hanna Walter      | Österreich             |
| 8     | Erica Batchelor   | Vereinigtes Königreich |
| 9     | Ann Johnston      | Kanada                 |
| 10    | Mary Ann Dorsey   | Vereinigte Staaten     |
| 11    | Joan Haanappel    | Niederlande            |
| 12    | Diana Carol Peach | Vereinigtes Königreich |
| 13    | Fiorella Negro    | Italien                |
| 14    | Emma Giardini     | Italien                |
| 15    | Jindra Kramperová | Tschechoslowakei       |
| 16    | Sjoukje Dijkstra  | Niederlande            |
| 17    | Karin Borner      | Schweiz                |
| 18    | Ilse Musyl        | Österreich             |
| 19    | Alice Fischer     | Schweiz                |
| 20    | Ina Bauer         | BR Deutschland         |
| 21    | Jana Dočekalová   | Tschechoslowakei       |

Punktrichter waren:
- Ralph McCreath  Kanada
- P. Gross  BR Deutschland
- Pamela Davis  Vereinigtes Königreich
- Gérard Rodrigues-Henriques  Frankreich
- Ercole Cattaneo  Italien
- E. Labin  Österreich
- E. Finsterwald  Schweiz
- B. Srbová  Tschechoslowakei
- O. Dallmayr  Vereinigte Staaten

### Paare
| Platz | Sportler                            | Land                   |
| ----- | ----------------------------------- | ---------------------- |
| 1     | Sissy Schwarz / Kurt Oppelt         | Österreich             |
| 2     | Frances Dafoe / Norris Bowden       | Kanada                 |
| 3     | Marika Kilius / Franz Ningel        | BR Deutschland         |
| 4     | Carole Ann Ormaca / Robert Greiner  | Vereinigte Staaten     |
| 5     | Barbara Wagner / Robert Paul        | Kanada                 |
| 6     | Lucille Ash / Sully Kothman         | Vereinigte Staaten     |
| 7     | Joyce Coates / Anthony Holles       | Vereinigtes Königreich |
| 8     | Liesl Ellend / Konrad Lienert       | Österreich             |
| 9     | Carolyn Patricia Krau / Hodney Ward | Vereinigtes Königreich |
| 10    | Eva Neeb / Karl Probst              | BR Deutschland         |
| 11    | Jacqueline Mason / Mervyn Bower     | Australien             |

Punktrichter waren:
- S. R. Croll  Australien
- Ralph McCreath  Kanada
- K. Beyer  BR Deutschland
- P. L. Barrajo  Vereinigtes Königreich
- Ercole Cattaneo  Italien
- F. Wojtanowskyj  Österreich
- E. Finsterwald  Schweiz
- B. Srbová  Tschechoslowakei
- O. Dallmayr  Vereinigte Staaten

### Eistanz
| Platz | Sportler                                  | Land                   |
| ----- | ----------------------------------------- | ---------------------- |
| 1     | Pamela Weight / Paul Thomas               | Vereinigtes Königreich |
| 2     | June Markham / Courtney Jones             | Vereinigtes Königreich |
| 3     | Barbara Thompson / Gerard Rigby           | Vereinigtes Königreich |
| 4     | Joan Zamboni / Ronland Junso              | Vereinigte Staaten     |
| 5     | Fanny Besson / Jean Paul Guhel            | Frankreich             |
| 6     | Carmel Bodel / Edward Bodel               | Vereinigte Staaten     |
| 7     | Sidney Arnold / Franklin Nelson           | Vereinigte Staaten     |
| 8     | Sigrid Knake / Günther Koch               | BR Deutschland         |
| 9     | Lindis Johnston / Jeffery Johnston        | Kanada                 |
| 10    | Gerda Wohlgemuth / Hannes Burkhardt       | BR Deutschland         |
| 11    | Edith Peikert / Hans Kutschera            | Österreich             |
| 12    | Bona Giammona / Giancarlo Sioli           | Italien                |
| 13    | Lucia Fischer / Rudolf Zorn               | Österreich             |
| 14    | Catharina Odink / Jacobus Odink           | Niederlande            |
| 15    | Adriana Giuggiolini / Germano Ceccattini  | Italien                |
| 16    | Rita Paucka / Peter Kwiet                 | BR Deutschland         |
| 17    | Maria Grazia Locatelli / Vinicio Toncelli | Italien                |

Punktrichter waren:
- Hermann Schiechtl  BR Deutschland
- D. Ward  Vereinigtes Königreich
- Henri Meudec  Frankreich
- P. Farinet  Italien
- F. Wojtanowskyj  Österreich
- A. Jobin  Schweiz
- H. Kendall Kelley  Vereinigte Staaten

## Medaillenspiegel
| Platz | Land                   | Gold | Silber | Bronze | Gesamt |
| ----- | ---------------------- | ---- | ------ | ------ | ------ |
| 1     | Vereinigte Staaten     | 2    | 2      | 1      | 5      |
| 2     | Vereinigtes Königreich | 1    | 1      | 1      | 3      |
| 3     | Österreich             | 1    | –      | 1      | 2      |
| 4     | Kanada                 | –    | 1      | –      | 1      |
| 5     | BR Deutschland         | –    | –      | 1      | 1      |